# Мелара
Мелара (итал. Melara) — коммуна в Италии, располагается в провинции Ровиго области Венеция.
Население составляет 1927 человек, плотность населения составляет 113 чел./км². Занимает площадь 17 км². Почтовый индекс — 45037. Телефонный код — 0425.
Покровителем коммуны почитается святой Матерн Миланский, празднование 18 июля.